# Communauté de communes de la Porte du Sundgau
Die Communauté de communes de la Porte du Sundgau (CCPS) war ein französischer Gemeindeverband mit der Rechtsform einer Communauté de communes im Département Haut-Rhin in der Region Grand Est. Sie wurde am 30. Dezember 1996 gegründet und umfasste 13 Gemeinden. Der Verwaltungssitz befand sich im Ort Attenschwiller.
Per 1. Januar 2017 wurde der Gemeindeverband mit der Communauté d’agglomération des Trois Frontières und der Communauté de communes du Pays de Sierentz zum Gemeindeverband Saint-Louis Agglomération mit 40 Gemeinden zusammengeschlossen.

## Ehemalige Mitgliedsgemeinden
1. Attenschwiller
2. Folgensbourg
3. Hagenthal-le-Bas
4. Hagenthal-le-Haut
5. Knœringue
6. Leymen
7. Liebenswiller
8. Michelbach-le-Bas
9. Michelbach-le-Haut
10. Neuwiller
11. Ranspach-le-Bas
12. Ranspach-le-Haut
13. Wentzwiller